# بلدة تابعة

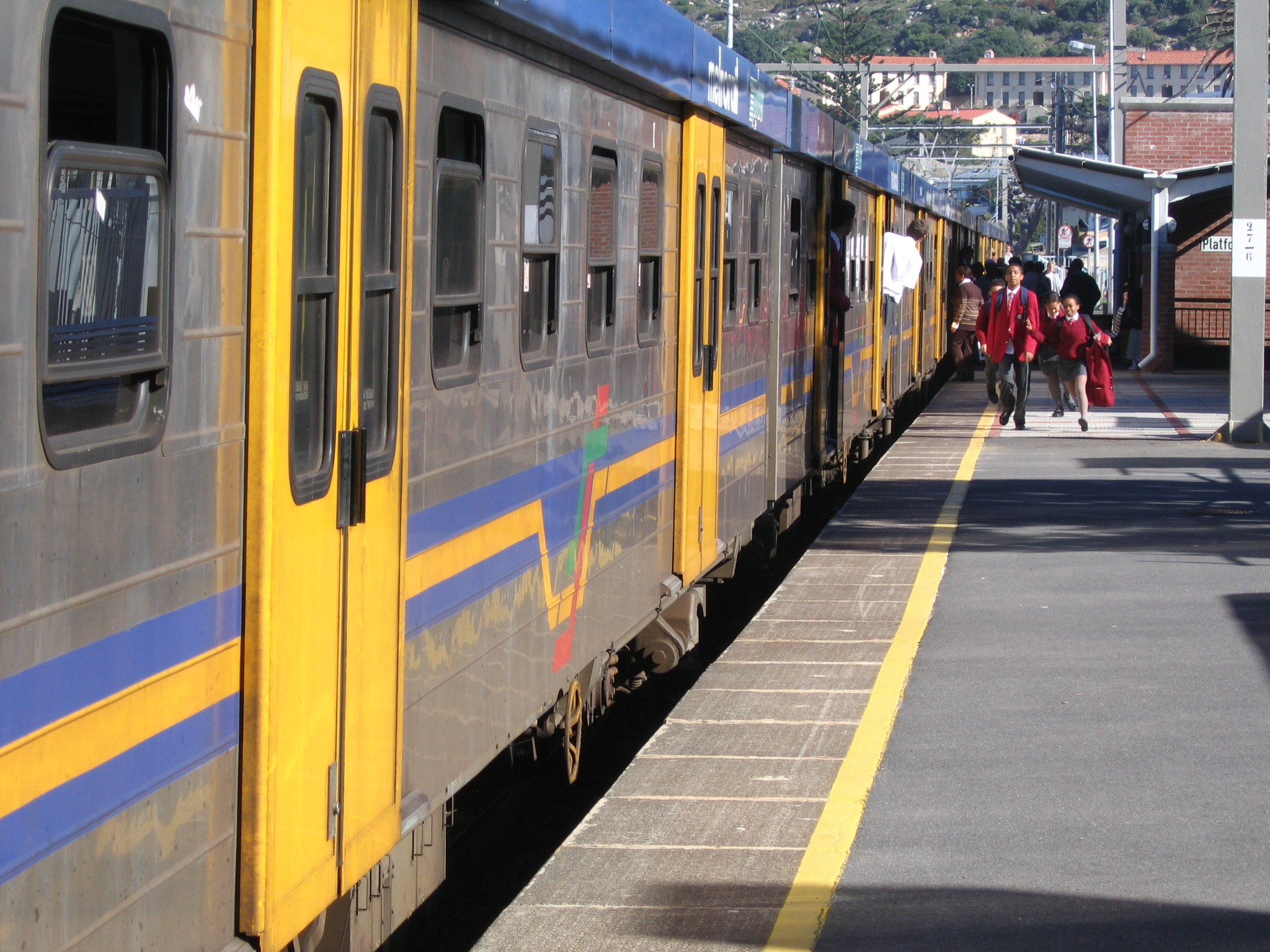
القطار يوصل المسافرين

بلدة المسافرين هي بلدة سكنية أساسا يعمل أغلبية سكانها الموظفين في مدن مجاورة يسافرون لها عادة بشكل يومي.